# Elmer H. Geran
Elmer Hendrickson Geran (* 24. Oktober 1875 in Matawan, New Jersey; † 12. Januar 1954 in Marlboro, New Jersey) war ein US-amerikanischer Jurist und Politiker. Zwischen 1923 und 1925 vertrat er den Bundesstaat New Jersey im US-Repräsentantenhaus.

## Werdegang
Elmer Geran besuchte die öffentlichen Schulen seiner Heimat und die Glenwood Military Academy. Im Jahr 1895 absolvierte er dann das Peddie Institute in Hightstown. Daran schloss sich bis 1899 ein Studium an der Princeton University an. Nach einem anschließenden Jurastudium an der New York Law School und seiner 1901 erfolgten Zulassung als Rechtsanwalt begann er in Jersey City in diesem Beruf zu arbeiten. Gleichzeitig schlug er als Mitglied der Demokratischen Partei eine politische Laufbahn ein. In den Jahren 1911 und 1912 sowie zwischen 1916 und 1917 war er Abgeordneter in der New Jersey General Assembly; von 1912 bis 1915 gehörte er der Wasserkommission des Staates New Jersey an. Von 1915 bis 1917 arbeitete Geran als stellvertretender Staatsanwalt im Monmouth County. Danach war er bis 1920 als Sheriff Polizeichef in diesem Bezirk. In den Jahren 1920 und 1921 war er für einige Monate als Nachfolger von Joseph Lamb Bodine Bundesstaatsanwalt für New Jersey. Danach praktizierte er in Asbury Park als Rechtsanwalt.
Bei den Kongresswahlen des Jahres 1922 wurde Geran im dritten Wahlbezirk von New Jersey in das US-Repräsentantenhaus in Washington, D.C. gewählt, wo er am 4. März 1923 die Nachfolge des Republikaners T. Frank Appleby antrat, den er bei der Wahl geschlagen hatte. Da er im Jahr 1924 gegen Appleby, der dann kurz nach der Wahl verstarb, verlor, konnte er bis zum 3. März 1925 nur eine Legislaturperiode im Kongress absolvieren. Nach dem Ende seiner Zeit im US-Repräsentantenhaus arbeitete Elmer Geran bis 1927 wieder als Anwalt. Danach war er für die Firma New Jersey Gravel & Sand Co. tätig. Zum Zeitpunkt seines Todes am 12. Januar 1954 war er deren Vizepräsident und Finanzdirektor.